# Penelope dabbenei
Penelope dabbenei е вид птица от семейство Cracidae.

## Разпространение
Видът е разпространен в Аржентина и Боливия.